# A6 (motorväg, Tyskland)
A6 (kallad Via Carolina) är en motorväg i Tyskland. Den går mellan franska gränsen vid Saarbrücken och tjeckiska gränsen vid Waidhaus. Den passerar bland annat Kaiserslautern, Mannheim, Heilbronn och Nürnberg. A6 är 457 km och har 77 avfarter. A6 byggdes tidigt och är i ganska dåligt skick vissa bitar. Den ansluter D5 i Tjeckien och A320 i Frankrike.

## Historia
Vägen började planeras 1935, då planerade man en sträcka mellan Heilbronn och Nürnberg. Den började byggas år 1938 i trakterna runt Nürnberg. Arbetet med vägen stoppades år 1941. 
I och med att man byggde en bro över Rhen i Mannheim blev vägen ett intressant utbyggnadsprojekt. 
Redan under andra världskriget använde Luftwaffe en cirka tre kilometer lång sträcka av vägen mellan Landstuhl och Kaiserslautern som flygfält. När området efter andra världskrigets slut styrdes av USA anlade man Ramstein Air Base.
Efter att Saarland anslöts till Tyskland den 1 januari 1957 byggdes motorvägen snabbt ut där. 1959 var det motorväg till St. Ingbert-Ost. 1963 var vägen nästan utbyggd till Saarbrücken. Utbyggnaden mellan St. Ingbert och Saarbrücken var endast 9,35 km. Men den kostade 70 miljoner DM att bygga, vilket gör det till en av de dyraste motorvägsutbyggnaderna i Tyskland sett till kostnad per kilometer. 1969 anslöts A6 till det franska motorvägsnätet.
1966 var det farbar motorväg mellan Heilbronn och Nürnberg. 1979 öppnades Kochertalbrücke förbi Schwäbisch Hall för trafik. Med sina 185 meter är bron den högsta i Tyskland.
När motorvägskorsningen Nürnberg-Süd stod klar 22 december 2005 löstes ett av de större trafikproblemen för Nürnberg.

## Utbyggnadsplaner
Man planerar att på vissa ställen där det är mycket trafik att bygga ut till ett extra körfält i vardera riktning.
Runt Mannheim planeras att bygga ett bullerplank på en sträcka som är 10,5 km långt. Det skulle då få en yta av ca. 60.000 m². Då skall tilläggas att en del ska vara jordbankar.
Med bullerplank minskas ljudet med ca. 10 decibel, vilket motsvarar en minskning av trafiken med 90%.
När man ska lägga om vägen så arbetar man enligt principen 4+0 på de ställen det fungerar. Det kräver att vägen är tillräckligt bred. 
När man skall bygga på detta sätt leds all trafik över till den ena sidan och gör det tvåfiligt i vardera riktning. När man har lagt om ena sidan flyttas trafiken över till andra sidan med samma princip. 
6 oktober 2006 öppnades en 3,5 km lång sträcka i Tjeckien förbi Pilsen. Det innebär att när sträckan mellan Amberg-Ost och Oberpfälzer Wald öppnas 10 september 2008 är det möjligt att åka på motorväg mellan Paris och Prag. 

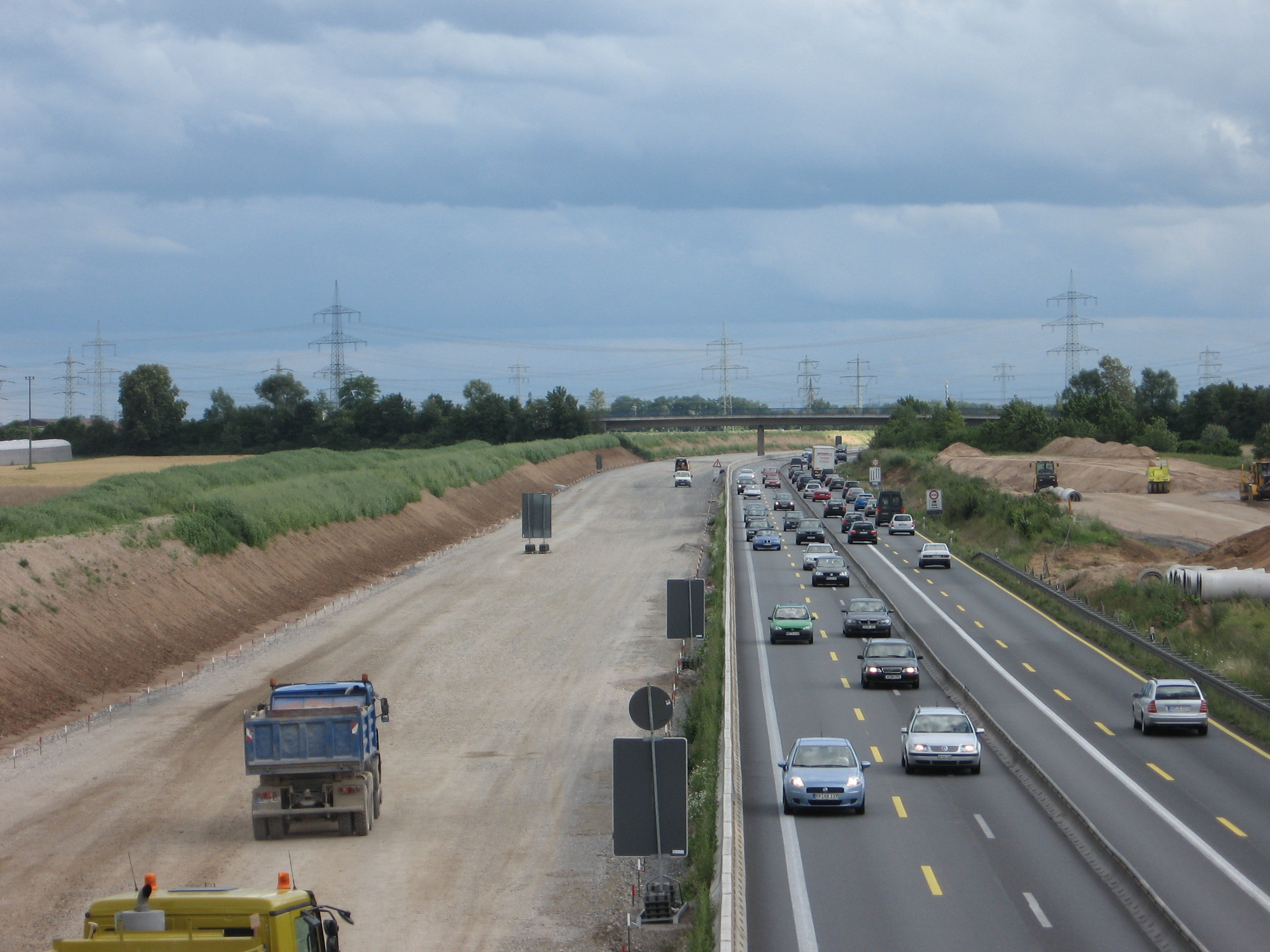
A6 vid Mannheim, när man arbetar enligt 4+0-metoden.

## Trafikplatser
|  | Nr  | Skyltning                                      |
|  | 1   | Goldene Bremm, A320 (motorväg, Frankrike)      |
|  |     | Goldene Bremm                                  |
|  | 2   | Saarbrücken-Goldene Bremm                      |
|  |     | Saartalbrücke (570/998 m)                      |
|  | 3   | Saarbrücken (T-Korsning) E 29                  |
|  | 4   | Saarbrücken-Fechingen                          |
|  |     |                                                |
|  |     | Talbrücke Fechingen (400 m)                    |
|  |     | Talbrücke Bischmisheim (471 m)                 |
|  |     | Bischmisheim                                   |
|  |     | Grumbachtalbrücke (320 m)                      |
|  | 5   | St. Ingbert-West                               |
|  | 6   | St. Ingbert-Mitte                              |
|  |     | Am Kahlenberg                                  |
|  | 7   | Rohrbach (IGB-Ost)                             |
|  | 8   | Neunkirchen (Fyrvägskorsning)                  |
|  |     | Homburger Bruch                                |
|  | 9   | Homburg (Saar)                                 |
|  |     | Homburg (Saar)                                 |
|  | 10  | Waldmohr                                       |
|  |     | Waldmohr ()                                    |
|  |     | Reißberg/Am Glan                               |
|  | 11  | Bruchmühlbach-Miesau                           |
|  |     | Harzofen/Schwarzbachwiesen                     |
|  | 12  | Landstuhl-West (Fyrvägskorsning)               |
|  | 13  | Ramstein-Miesenbach                            |
|  |     | Höllenplacken                                  |
|  | 14  | Kaiserslautern-Einsiedlerhof                   |
|  | 15  | Kaiserslautern-West                            |
|  |     | Lautertalbrücke (300 m)                        |
|  |     | Waschmühltalbrücke (265 m)                     |
|  | 16a | Kaiserslautern (T-Korsning)                    |
|  | 16b | Kaiserslautern-Ost                             |
|  |     | Quaidersberg/Langenberg                        |
|  | 17  | Enkenbach-Alsenborn                            |
|  |     | Am Tunnel                                      |
|  |     | Drehtal                                        |
|  |     | Entenpfuhl/Türkberg                            |
|  | 18  | Wattenheim                                     |
|  |     | Pfalz ()                                       |
|  |     | ()                                             |
|  |     | Am Binsenplatz                                 |
|  | 19  | Grünstadt                                      |
|  |     | Dirmsteiner Pfand                              |
|  |     | Hessheim (Planerad) E 31                       |
|  | 21  | Frankenthal (Fyrvägskorsning)                  |
|  | 22  | Frankenthal-Nord                               |
|  | 23  | Ludwigshafen-Nord                              |
|  |     | Theodor-Heuss-Brücke (830 m)                   |
|  | 24  | Mannheim-Sandhofen                             |
|  |     |                                                |
|  | 25  | Viernheim (T-Korsning) E 451                   |
|  | 26  | Viernheim (Fyrvägskorsning)                    |
|  |     | Neckarbrücke (530 m)                           |
|  | 27  | Mannheim                                       |
|  |     | Bahnbrücke (320 m)                             |
|  |     | Bahnbrücke (150 m)                             |
|  | 28  | Mannheim/Schwetzingen                          |
|  |     |                                                |
|  | 29  | Schwetzingen/Hockenheim                        |
|  | 30  | Hockenheim E 31                                |
|  |     | Am Hockenheimring                              |
|  |     |                                                |
|  | 31  | Walldorf E 35                                  |
|  |     | Weißer Stock/Bucheneck                         |
|  |     |                                                |
|  | 32  | Wiesloch/Rauenberg                             |
|  |     | Angelbachtalbrücke (357 m)                     |
|  |     | 3x 2x                                          |
|  | 33a | Sinsheim                                       |
|  |     | Kraichgau                                      |
|  | 33b | Sinsheim-Süd                                   |
|  |     |                                                |
|  | 34  | Sinsheim-Steinsfurt                            |
|  |     | 3x 2x                                          |
|  | 35  | Bad Rappenau                                   |
|  |     | (Planerad)                                     |
|  |     |                                                |
|  | 36  | Heilbronn/Untereisesheim                       |
|  |     | Neckartalbrücke (1350 m)                       |
|  | 37  | Heilbronn/Neckarsulm                           |
|  |     | Sulmtal                                        |
|  | 38  | Weinsberg E 41                                 |
|  |     |                                                |
|  |     | Talbrücke Wimmental (214 m)                    |
|  |     |                                                |
|  | 39  | Bretzfeld                                      |
|  |     | (Planerad)                                     |
|  |     | Brettachtalbrücke (210 m)                      |
|  |     | (Planerad)                                     |
|  | 40  | Öhringen                                       |
|  |     | Ohrntalbrücke (237 m)                          |
|  |     | Maßholderbachtalbrücke (300 m)                 |
|  |     |                                                |
|  | 41  | Neuenstein                                     |
|  |     | Hohenlohe                                      |
|  | 42  | Kupferzell                                     |
|  | 43  | Schwäbisch Hall                                |
|  |     | Kochertalbrücke (1128 m)                       |
|  |     | Kochertalbrücke                                |
|  | 44  | Ilshofen/Wolpertshausen                        |
|  | 45  | Kirchberg                                      |
|  |     | Reußenberg                                     |
|  |     | Jagsttalbrücke (347 m)                         |
|  |     | Gronachtalbrücke (528 m)                       |
|  | 46  | Crailsheim/Satteldorf                          |
|  |     | 2x                                             |
|  | 47  | Schnelldorf                                    |
|  |     |                                                |
|  | 48  | Feuchtwangen/Crailsheim (Fyrvägskorsning) E 43 |
|  | 49  | Feuchtwangen-Nord                              |
|  |     | Frankenhöhe                                    |
|  |     |                                                |
|  | 50  | Aurach                                         |
|  |     |                                                |
|  | 51  | Herrieden                                      |
|  |     |                                                |
|  | 52  | Ansbach                                        |
|  |     |                                                |
|  |     |                                                |
|  |     |                                                |
|  |     | Fränkische-Rezat-Brücke (232 m)                |
|  | 53  | Lichtenau                                      |
|  |     |                                                |
|  | 54  | Neuendettelsau                                 |
|  |     |                                                |
|  |     |                                                |
|  |     | Kammersteiner Land                             |
|  | 55  | Schwabach-West                                 |
|  | 56  | Schwabach-Süd mit                              |
|  | 57  | Roth                                           |
|  |     | Rednitzbrücke (81 m)                           |
|  |     | Main-Donau-Kanal-Brücke (110 m)                |
|  | 58  | Nürnberg-Süd (Fyrvägskorsning)                 |
|  | 59  | Nürnberg-Langwasser                            |
|  | 60  | Nürnberg-Ost (Fyrvägskorsning) E 45            |
|  | 61  | Altdorf (Fyrvägskorsning) E 56                 |
|  |     |                                                |
|  | 62  | Altdorf bei Nürnberg/Leinburg                  |
|  |     | Talbrücke Unterrieden (627 m)                  |
|  |     |                                                |
|  | 63  | Alfeld                                         |
|  | 64  | Sulzbach-Rosenberg                             |
|  |     | Oberpfälzer Alb                                |
|  | 65  | Amberg-West                                    |
|  |     | Talbrücke (230 m)                              |
|  |     |                                                |
|  |     | Talbrücke (330 m)                              |
|  |     | Vilstalbrücke (331 m)                          |
|  | 66  | Amberg-Süd                                     |
|  | 67  | Amberg-Ost                                     |
|  |     | Götterseebrücke (88 m)                         |
|  |     | Fensterbachtalbrücke (240 m)                   |
|  |     | Schusterbergtalbrücke (99 m)                   |
|  |     | Talbrücke Lohgraben (80 m)                     |
|  | 68  | Schmidgaden                                    |
|  |     | Schwärzerbachtalbrücke (79 m)                  |
|  |     | Stocker Holz                                   |
|  |     | Hüttenbachtalbrücke (130 m)                    |
|  | 69  | Nabburg-West                                   |
|  |     | Kulmbachtalbrücke (515 m)                      |
|  |     | Döllnitzbachtalbrücke (280 m)                  |
|  |     | Ödschlagtalbrücke (240 m)                      |
|  | 70  | Oberpfälzer Wald (Fyrvägskorsning)             |
|  |     | Naabtalbrücke (450 m)                          |
|  | 71  | Wernberg-Ost                                   |
|  | 72  | Leuchtenberg                                   |
|  | 73  | Vohenstrauß-West                               |
|  | 74  | Vohenstrauß-Ost                                |
|  | 75  | Pleystein                                      |
|  |     | Zengerhof                                      |
|  | 76  | Waidhaus                                       |
|  | 77  | Gränsövergång Waidhaus/Rozvadov 5E 50          |
|  |     | Talbrücke Röhlingbach (280 m)                  |